# Ruzante
Angelo Beolco (1502 – 1542), més conegut pel pseudònim Ruzante o Ruzzante, fou un actor i dramaturg Paduà que escrigué en vènet. El Ruzante és un dels més importants autors de la llengua vèneta, en particular aquella de la zona del Vènet central.

## Llista d'obres
- La Pastoral, 1517 - 1520
- Prima orazione, 1521
- Lettera giocosa, 1522 - 1524
- Betìa, 1524 - 1525
- Seconda orazione, 1528
- Dialogo facetissimo, 1529
- Primo Dialogo de Ruzante (o Parlamento), 1529?
- Moscheta, 1529?
- Secondo Dialogo de Ruzante (o Bilora), 1530?
- Fiorina, 1531-1532?
- Piovana, 1532?
- Vaccaria, 1533?
- Anconitana, 1534 - 1535?
- Lettera all'Alvarotto, 1536
- Lettera al Duca d'Este
- Le Canzoni
- Sonetti